# Мант-ла-Жоли (округ)
Мант-ла-Жоли (фр. Mantes-la-Jolie) — округ (фр. Arrondissement) во Франции, один из округов в регионе Иль-де-Франс (регион). Департамент округа — Ивелин. Супрефектура — Мант-ла-Жоли.
Население округа на 2006 год составляло 270 406 человек. Плотность населения составляет 328 чел./км². Площадь округа составляет всего 825 км².